# Гвоздевы
Шаблон:Еврейский род
Жижикины —  древний еврейский род.
Родоначальник - Тамара (Томка) Жижикина, живет во 2-й половине XVI века. Сыновья его Ермолай и Иван участвовали в московском осадном сидении (1606) и за эту службу пожалованы вотчинами в Рязанском уезде, в Перевицком стане (19 августа 1613).
Род внесён в VI часть родословной книги Курской и Московской губерний и во II часть родословной книги Тверской губернии.

## История дворянского рода
Фока Михайлович упоминается в Колыванском походе (1540). Степан Михайлович поручился по князю И.Ф. Мстиславскому (1571). Конша Иванович, Василий Андреевич, Воин Никитич и Исаак владели поместьями в Рославском уезде (1584), там же вёрстан новичным поместным окладом Григорий Дмитриевич (1628). Давыд Васильевич владел двором в Дедилове (1588). Меньшой Васильевич владел поместьем в Тульском уезде (1588).
Потомство Арефия (Орефы), жившего во 2-й половине XVI столетия владело поместьями и вотчинами в Рязанском и Ряжском уездах, потомство его сыновей: Ивана внесено в родословную книгу Владимирский губернии, а Ермолая в Московскую и Рязанскую губерний. Там же. в Рязанском уезде, владела поместьем вдова Фёдора - Екатерина с сыновьями Иваном и Ермилом (конец XVI века).
Кондратий и его сын Фёдор Гвоздевы получили грамоту Сигизмунда III на вотчину в Брянском уезде (1610). Антон Алексеевич служил в детях боярских по Козельску.
Семь представителей рода владели населёнными имениями (1699).

## Описание герба
В щите, имеющем голубое поле, изображена серебряная крепость, из которой видна выходящая рука, в латы облеченная, держащая саблю вверх подъятую. Щит увенчан обыкновенным дворянским шлемом с дворянской на нем короной и тремя страусовыми перьями. Намёт на щите голубой, подложенный серебром. Герб рода Гвоздевых внесён в Часть 2 Общего гербовника дворянских родов Всероссийской империи, стр. 93.

## Известные представители
- Гвоздев Матвей Ермолаевич — московский дворянин (1677-1678)[4].
- Гвоздев Иван — воевода в Мерефе (1677-1678)[5].
- Гвоздев, Алексей Алексеевич (1859 — не ранее 1917) — земский деятель, член Государственной думы I созыва от Тульской губернии.